# Orophora
Orophora é um gênero de mariposa pertencente à família Acrolophidae.